# 钱元球
钱元球（888年—937年），杭州錢塘（今浙江杭州）人，五代十國的吳越國武肃王钱镠的第九子。母亲金氏，同母兄弟钱元懿、钱元玧、钱元珰、钱元珣，原名钱传球（钱传銶、钱元㺷）。
钱传球生于唐僖宗光启四年四月十八。天復（902年），宁国军节度使田頵让钱鏐以儿子做人质，並娶其女。父亲钱镠对诸子说：“孰能为田氏婿者？”没有儿子答应。钱镠欲派遣传球。钱传球不同意，父亲钱镠大怒，要杀了他。最终，哥哥钱传瓘请行。事情平息后，钱鏐夺他的内牙兵印，后封大彭县侯。后来改封扶南侯。
918年，虔州割据者谭全播被杨吴攻打，求援于钱鏐，钱鏐以身为统军使的钱元球为西南面行营应援使，率军二万攻打杨吴治下只有数百人戍守的信州，因人数占优，最初得胜并包围信州，但信州刺史周本在城中设空帐篷，和僚佐在城楼饮宴，吴越军向他们射箭，他们也不动。吴越军以为有伏兵，于半夜遁去。其他援救虔州的军队也相继退兵，导致虔州最终于同年被杨吴攻克。
后来多次建立军功，钱鏐赐给他护从用的兵仗。钱元瓘继立后，钱元球被任命为土客马步都指挥使，静江军节度使兼中书令。他恃宠骄横，增设兵仗达数千人，国中的人大多依附他。钱元瓘猜忌他，让人劝钱元球自请献出兵仗，出判温州，钱元球不干。铜官庙官员告发钱元球派亲信去祷神，让他做吴越之主；说他用蜡丸从水洞流进流出，与幽禁的兄弟钱元珦密谋策划。937年三月初五，钱元瓘派人召钱元球入宫赴宴，钱元球到达后，宫中的人声称钱元球有刀坠挂在怀袖里边，就把他捉住杀死；同时杀了钱元珦。钱元瓘还要查究与钱元球、钱元珦有交往的人。他的侄子钱仁俊劝他效法汉光武帝和曹操，把部下与敌人往来的书信烧了。钱元瓘同意了。